# Jay Frog
Jürgen Frosch (művésznevén Jay Frog) (Ludwigshafen am Rhein, 1976. május 7. –) német DJ, producer. A német Scooter tagja 2002 és 2006 között, valamint 2023-tól újra.

## Élete
1976. május 7-én született a németországi Ludwigshafenben. Fiatal korától kezdve érdekelte az elektronikus zene. A kilencvenes évek végén került a Kontor Records látókörébe, különféle álneveken készített dalokat illetve remixeket. 2001-ben jelent meg első száma (Pushin') Jay Frog néven, előtte főként a Planet Trax és a Rainmaker álneveket használta, továbbá 1999 és 2001 között a Legend B duó második tagja volt.
2002-ben egy turné során helyettesítette a Scooterben az éppen beteg Axel Coon-t. Ő nem sokkal később végleg távozott, kézenfekvő lett tehát, hogy Jayt szerződtessék állandóra. Négyéves együttműködésük során a Scooter eltolódott a hard dance és a hard trance irányába. Bár Jay szólókarrierjét feladta az együttesért, a Scooteren belül megjelentetett néhány számot, amit csak ő egyedül csinált (ilyen például a Soul Train).
2006-ban kreatív nézetkülönbségekre hivatkozva kilépett, azóta szólóban adja ki a számait (néha álneveken, mint például Jayson Green, Colina, Frobe, Squib, Discoglossus) és készíti DJ-szettjeit, alkalmanként többszemélyes projektekbe is belekezdve (Master & Servant, Sans Souci). Egy magyar DJ-vel, Neverlose-sal (későbbi nevén Subject G) több remixet is készítettek egymásnak kölcsönösen. Saját kiadót is üzemeltet, Dance of Toads néven.

## Diszkográfia

### Albumok, melyeken közreműködött
- Europe Endless - The Highest State of Trance (1996)
- Rosie Gaines - Closer Than Close (mint Planet Trax) (2000)
- Mirage Club Traxx 2 (2000)
- Planet Trax Trance Mix Vol. 1 (2001)
- Clubmission 01 (2001)
- 7 Years Of DMD (2001)
- Clubmission 02 (2002)
- Abfahrt! (2002)
- Kontor - Top Of The Clubs Vol.20 (2003)
- Scooter - The Stadium Techno Experience (2003)
- Kontor - Top Of The Clubs Vol.23 (2004)
- Scooter - Mind The Gap (2004)
- Vision Parade 2004
- Scooter - Who's Got The Last Laugh Now? (2005)
- E-Royale (2007)
- Doug Laurent - I'm Rushin' (mint Planet Trax) (2007)
- Legend B - Lost In Love (2008)
- Sans Souci - Urban Safari (2014)

### Saját kislemezek
- Liquid Flow - Heart of Africa (1997)
- Paragon Inc. - Call Me Legion (1998. október 13.)
- Planet Trax - Do What You Like (1999. február 1.)
- Miss Thunderpussy - The Ride (1999. június 22.)
- ?! - Secrets of Asia (1999. június 30.)
- Trance Action - Slide Into Infinity (1999. szeptember 21.)
- Dark Horizon - Final Force (1999. november 16.)
- Techno Teens - Winke, Winke...! (Bye, Bye...!) (2000. február 23.)
- Club Invaders vs. Miss Thunderpussy - Mirage (2000. május 2.)
- Rainmaker - Eternal Fire (2000. június 27.)
- Trance Action - Everlasting Dreams (2000. augusztus 15.)
- Nils Bergen - 18 Fast Cumshots (2000. szeptember 26.)
- Legend B - Strynx of Life (2000. december 11.)
- Jay Frog - Pushin' (2001. január 29.)
- Rainmaker - Rainmaker (2001. március 19.)
- Nicky Davis - To Munich (2001. május 21.)
- Rainmaker - Renegade Master (2001. szeptember 19.)
- Jeff & Jay - I Wanna Be A Hippie (2001)
- Legend B - Voyage (2001)
- Miss Thunderpussy - Give It To Me (2003. január 10.)
- Gorf - Silence (2007. február)
- Jay Frog - Hungry Animal (2007. augusztus 20.)
- Sans Souci - Globus / Palladium (2007. október 17.)
- Master & Servant - Master And Servant / Aua! (2008. február 22.)
- Sans Souci - Jewel Box (2008. április 4.)
- Jay Frog - Der Flug Auf Dem Glücksdrachen (2008. augusztus 29.)
- Dirty Disco Dudes - Hymn (2008. december 12.)
- Master & Servant - Step By Step / Why Don't You (2009. április 24.)
- Frog & Bugle - Seven Days To Eden (2009. május 19.)
- Jayson Green - Looking For (2009. május 22.)
- Beam vs. Frog - Rocka (2009. május 25.)
- Jay Frog - I Won't Let You Down (2009. december 3.)
- Master & Servant - Into The Groove (2009. december 4.)
- Discoglossus - Mon Sac Est Plein (2010. január 15.)
- Squib - So Tell Me / I Love This Music (2010. január 15.)
- Colina - Farben (2010. október 1.)
- Francesco Diaz & Jeff Rock - Overdose (2011. január 10.)
- Francesco Diaz & Jeff Rock - Reflect (2011. január 24.)
- Jay Frog - It's Alright (2011. január 28.)
- Francesco Diaz & Jeff Rock - AL (2011. március 21.)
- Francesco Diaz & Jeff Rock - Reflect (2011. április 15.)
- David Costa & Jeff Rock - Luanda (2011. május 2.)
- Francesco Diaz & Jeff Rock - Disco (2015. május 16.)
- Sans Souci - Kaduna (2011. június 24.)
- Bonkers - Coloured (2011. július 8.)
- Francesco Diaz & Jeff Rock - God Save The Queen (2011. augusztus 8.)
- Francesco Diaz & Jeff Rock - Almdudler (2011. november 21.)
- Colina - Du & Ich (2012. január 30.)
- Jay Frog - Crazy (2012. július 20.)
- Jay Frog & Amfree - No Alternative (Again) (2012. augusztus 3.)
- Francesco Diaz & Jeff Rock - Alella (2012. november 5.)
- Francesco Diaz & Jeff Rock - Moin Moin (2012. december 10.)
- Squib - Tapas In Spain (2012. december 18.)
- Sans Souci - Pandora (Flamingo Road) (2013. január 18.)
- Jay Frog & Holmes - No Bitch Connected (2013. február 26.)
- Jay Frog & Amfree - Is This Love? (2013. április 5.)
- Jay Frog & Melleefresh - Peekaboo (2013. június 3.)
- Jay Frog & Erick Decks - Sho Nuff Funky (2013. szeptember 24.)
- Jay Frog & Sean Finn - Tetriz (2013. október 18.)
- Jay Frog - Break Free (2013. november 14.)
- Jay Frog - Silence (2013. december 28.)
- Master & Servant - Kiezgold (2013. december 30.)
- Jay Frog & Deko-ze - Toads In The Jungle EP (2014. január 20.)
- Master & Servant - Katzengold (2014. február 10.)
- Jay Frog - Beatbox Rocker (2014. március 30.)
- Jay Frog - Girls (2014. június 20.)
- Jay Frog - Duele el Amor (2014. július 25.)
- Jay Frog & Eric Smax - Come and Take It (2014. augusztus 18.)
- Jay Frog & Pascal Dolle - Silver Screen (2014. szeptember 18.)
- Jay Frog & KLC - Tzzzz (2014. október 16.)
- Jay Frog & Eric Smax - Human Life (2014. október 20.)
- Jay Frog & Florian Arndt - People (2014. november 18.)
- Jay Frog & Deko-ze - One Night In Toronto (2014. december 1.)
- Jay Frog & Deko-ze - Uh-huh (2015. február 9.)
- Francesco Diaz & Jeff Rock - Back 2 Oldschool (2015. március 10.)
- Jay Frog, Lizzie Curious & Terri B - Fired Up (2015. március 24.)
- Jay Frog - Marrakesh (2015. május 7.)
- Francesco Diaz & Jay Frog - We Got To (2015. május 11.)
- Jay Frog & Sash! - Easy Find (2015. június 5.)
- Sans Souci - Calling (2015. június 5.)
- Jay Frog - 1976 / White Course (2015. június 22.)
- Francesco Diaz, Jay Frog & David Costa - The DJ is Calling (2015. július 20.)
- Discoglossus - Autobahn (2015. október 15.)
- Jay Frog & MC Flipside - The Tribe (2015. november 10.)
- Jay Frog & Pascal Dolle feat Dacia Bridges - Share Love (2015. december 3.)
- Jay Frog & KLC - Da Beat (2016. január 7.)
- Jane Vogue & Jay Frog feat. Elaine Winter - Sway (2016. január 8.)
- Jay Frog & Holmes - Like It (2016. február 11.)
- Sans Souci - Sweet Harmony (2016. február 19.)
- Jay Frog & Slippy Beats feat. Jolie Lassen - Lovin Me (2016. március 24.)
- Francesco Diaz & Jay Frog - Arabian Nights (2016. június 6.)
- Sans Souci - Niagara (2016. június 10.)
- Dennis Grkn & Jay Frog - Back & Forth (2016. október 18.)
- Jay Frog & Alex Kash - Singin' In My Mind (2016. december 23.)
- Jay Frog & Jerome Robins - Just Be Good To Me (2017. január 20.)
- Discoglossus - Origin (2017. február 3.)
- Jay Frog & Patrick Hoffmann - Keep On Searchin' (2017. február 17.)
- Jay Frog & DJ Blackstone - Somebody's Watching Me (2017. április 14.)
- Sans Souci - Citrus Grove (2017. május 19.)
- Lev Kitkin & Jay Frog - No One (2017. június 26.)
- Jay Frog - Acid (2017. július 10.)
- Eric Decks & Jay Frog - U Got The Love (2017. augusztus 21.)
- Jay Frog & Amfree - Is This Love 2017 (2017. október 2.)
- Sans Souci - Safe In Your Arms (2017. október 13.)
- Marc Reason & Jay Frog - Sunchyme 2k18 (2017. november 17.)
- Sans Souci - Twin Lakes (2017. november 17.)
- Jay Frog & Herr Mehl - Lift You Up (2017. november 24.)
- Jay Frog & Slippy Beats - Like The First Time (2017. december 8.)
- DJ Worris & Jay Frog - Groovebird (2018. január 19.)
- Jay Frog & E.M.C.K. – What You Want (2018. március 12.)
- Jay Frog - One Bass Drum (2018. április 1.)
- Jay Frog & Jerome Robin - Apologize (2018. május 4.)
- Sans Souci - Comina (2018. május 18.)
- Sans Souci - Take My Breath Away (2018. augusztus 10.)
- Sans Souci - Seaside (2018. december 14.)
- Jay Frog - Hey Baby! (2018. december 21.)
- Frobe - Hymn (2019. február 5.)
- Jay Frog & Sarah de Warren – Strobe Lights (2019. március 15.)
- Sans Souci - My Neck My Back (2019. május 17.)
- Jay Frog & Erick Decks – Crank It Up (2019. május 24.)
- Sans Souci - Pleshiwar (2019. május 24.)
- Sans Souci - Denicola (2019. június 7.)
- Jay Frog - Jasemba (In My Arms) (2019. július 5.)
- Jay Frog & Hoxtones - Bring The Funk (2019. szeptember 13.)
- E.M.C.K. & Jay Frog – Your Love (2019. szeptember 27.)
- Hoxtones & Jay Frog - Move My Body (2019. szeptember 30.)
- Jay Frog & Larry H. Soulman – Life, Liberty, Just Us (2019. december 6.)
- Sans Souci - Oxnard (2019. december 27.)
- Hoxtones & Jay Frog - Keep On (2020. február 21.)
- Frobe & Nacho - Stand Up (2020. február 28.)
- Hoxtones & Jay Frog - Electro Circus (2020. április 6.)
- Jay Frog & Sunny Marleen - Hello (2020. április 10.)
- Sans Souci - Alvaro (2020. április 10.)
- Jay Frog & Sunny Marleen - Need You (2020. május 15.)
- Jay Frog & E.M.C.K. - Friiesel (2020. május 20.)
- Nizza Noize - Sunshine Reggae (2020. május 22.)
- Sans Souci - Venice (2020. május 29.)
- Jay Frog - Spartacus (2020. június 5.)
- Sans Souci - Fenton (2020. szeptember 11.)
- Squib - New Horizon (2020. október 30.)
- Jay Frog & Disco Boys - I Think (2020. december 11.)
- Jay Frog - Jaguar (2020. december 18.)
- Amfree & Jay Frog - Can't Fight The Moonlight (2020. december 18.)
- Sans Souci - Nanika (2021. január 1.)
- Jay Frog & Fabrizio Levita - You Came (2021. január 29.)
- Hoxtones & Jay Frog - Don't Wake Me Up (2021. február 5.)
- Jay Frog & Fabrizio Levita - Wouldn't It Be Good (2021. április 2.)
- Hoxtones, Jay Frog & Aboutblank - Laid Back (2021. április 12.)
- Felix Harrer, Jay Frog & Sunny Marleen - Your Lies (2021. április 17.)
- Jay Frog x Amfree x Blaze U - To France (2021. április 30.)
- Jay Frog & E.M.C.K. - Mia (2021. június 11.)
- Sans Souci - Condor (2021. július 2.)
- Talla2XLC & Jay Frog - Native American (2021. július 30.)
- Jay Frog & Fabrizio Levita - Ride Like The Wind (2021. október 1.)
- Jay Frog - Take Me Baby (2021. október 15.)
- Jay Frog - Flowers (2021. december 17.)
- Sans Souci - Nanda (2021. december 31.)
- Jay Frog & Amfree - House Hooray (Party & Bullshit) (2022. január 7.)
- Jay Frog - Take Your Time (2022. január 7.)
- Jay Frog & Sunny Marleen - Amigos (2022. január 29.)
- Jay Frog & Sunny Marleen - Need Some Space (2022. február 11.)
- Jay Frog & Amfree - You Got The Love (2022. április 22.)
- Jay Frog & Slippy Beats - The Nighttrain (2022. május 13.)
- Jay Frog & Rene De La Mone - Next To You (2022. május 27.)
- Sans Souci - Makatao (2022. június 10.)
- Jay Frog & Sunny Marleen - For You (2022. június 18.)
- Jay Frog & The Disco Boys - Promised Land (2022. július 29.)
- Jay Frog & Diver City - The Vibe (2022. október 21.)
- Jay Frog & Hoxtones - U Can't Touch This (2022. október 28.)
- Jay Frog & DJ Nirro - Move On (2022. november 18.)
- Jay Frog x FR3SH TrX - Break The Silence (2022. december 2.)
- Jay Frog - Savior (2023. január 6.)

## Magyarországi fellépései
- 2007. szeptember 15. - Dunaszeg, Club Colorado